# Gobierno y política de Egipto
Según su Constitución, Egipto es una República árabe con un sistema democrático donde el islam es la religión oficial del Estado y las normas jurídicas están basadas en el Corán, aunque se atribuye al Estado la obligación de permitir el cambio de cualquier religión. De hecho es una república presidencialista.
El poder legislativo depende de la Asamblea Popular, elegida para un mandato de cinco años, integrada por 450 miembros  elegidos y 15 adicionales nombrados por el actual presidente. El mandato dura 6 años, pero el presidente puede disolver la Cámara con la aprobación por referéndum del pueblo. El Partido Nacional Democrático tiene la mayoría en la Asamblea.

## Legislativo
El poder legislativo, Majlis Al-Shaab, elegida para un mandato de cinco años está integrada por 444 miembros elegidos y 10 adicionales nombrados por el presidente. El mandato es por cinco años, pero el presidente puede disolver la Cámara con la aprobación por referéndum del pueblo. El Partido Nacional Democrático tiene la mayoría en la Asamblea.
Junto a esta Asamblea se encuentra la Majlis al-Shura como órgano consultivo integrado por 210 miembros.
Los partidos políticos deben ser aprobados por el estado y tanto los partidos de base religiosa como los sindicatos y las asociaciones profesionales, están autorizadas

## Ejecutivo
El poder ejecutivo se ejerce a través de un Consejo de Ministros presidido por el primer ministro. El presidente puede nombrar libremente el o los vicepresidentes y los ministros. La Asamblea puede pedir a un ministro que dimita si celebra una moción de confianza contra él; Si prospera una moción de censura contra el Primer ministro en contra de los deseos del Presidente, el asunto se resuelve en un referéndum.
El Presidente de la República es el Jefe del Estado y Comandante Supremo de las fuerzas armadas del país y representa al poder ejecutivo. Para ser elegido se deben tener al menos 40 años cumplidos, ser natural de Egipto y que la propuesta de candidatura parta de al menos 1/3 de la Asamblea Popular, la aprueben 2/3 y sea elegido para un mandato de seis años por votación popular. En 2005 y de cara a las elecciones presidenciales de septiembre, debido a las presiones de Estados Unidos y la Unión Europea se modificó la constitución para permitir la participación de otros candidatos sin reunir los requisitos estrictos vigentes.

## Sistema Judicial
El poder judicial se contempla en el texto constitucional como un conjunto de órganos independientes del resto de los poderes. Está basado en la ley inglesa común, la ley islámica y el código de Napoleón, y la revisión judicial se realiza por la Corte Suprema y el Consejo de Estado que supervisa la validez de las decisiones administrativas.